# Casa Parrella
La Casa Parrella és un edifici senyorial de Torelló (Osona). És d'arquitectura tardogòtica, amb reformes del barroc i d'època noucentista. Està protegit com a bé cultural d'interès local, mentre que diversos escuts heràldics presents són declarats béns culturals d'interès nacional. Actualment està destinada a equipaments públics i el jardí a parc públic.

## Descripció
Edifici format per diferents cossos i un gran jardí. El cos original està cobert amb teulada a doble vessant i consta de planta baixa i un pis. Els altres cossos formen una H que, per llevant, cenyeix l'edifici principal i, per l'altre, deixa un pati interior.

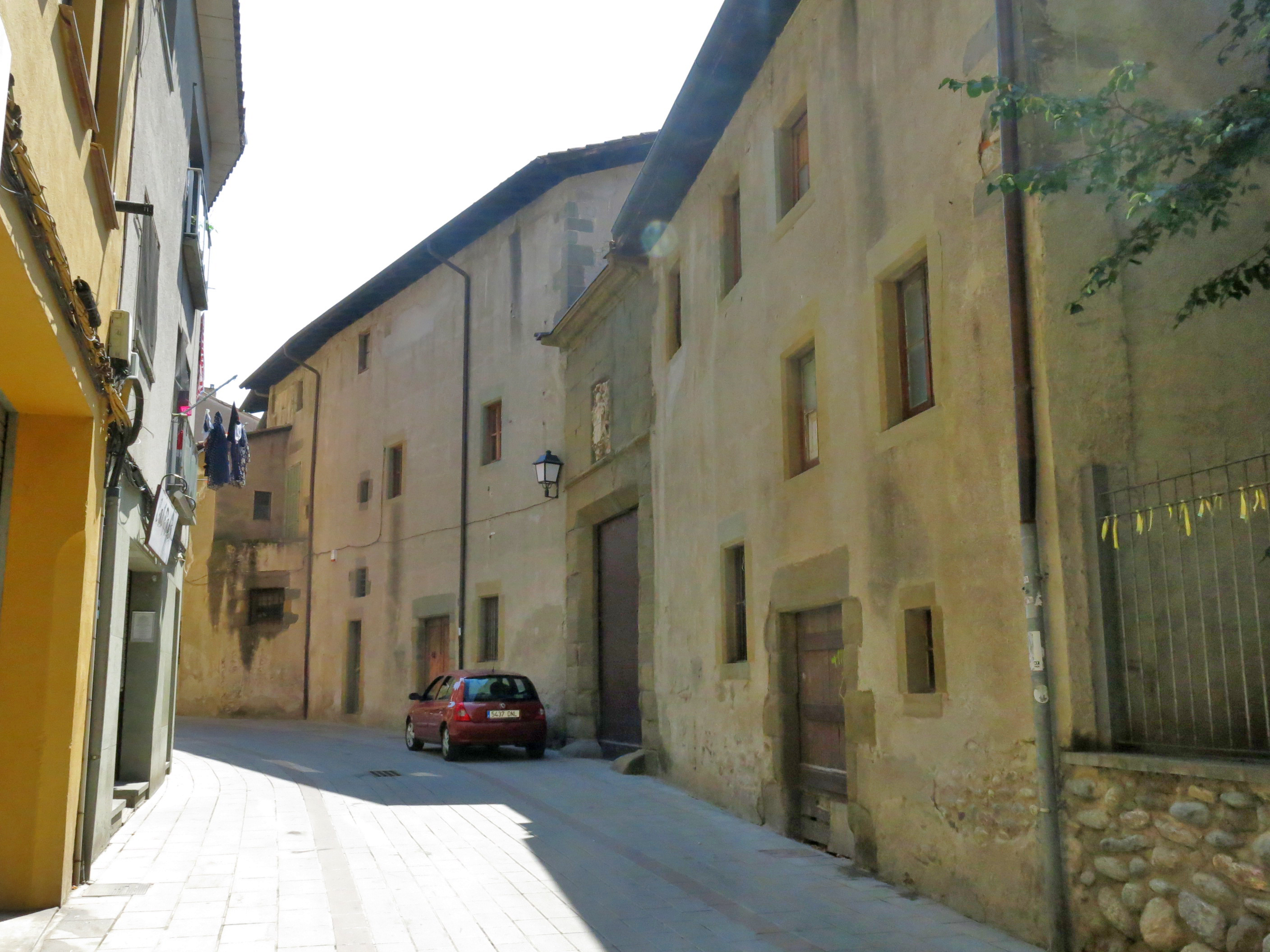
Façana del carrer Ges d'Avall

El cos inicial té la façana cap a la plaça Vella i la planta baixa és porxada amb doble arc rebaixat i adovellat; en el primer pis hi ha tres balcons amb els brancals i les llindes de pedra treballada formant un arc conopial. La sala que dona a aquests balcons té doble alçada i per això a la part superior s'obre una galeria de finestres d'arc rebaixat aguantades per columnes amb el capitell treballat; aquestes finestres tenen vitralls policromats que representen els escuts heràldics emparentats amb la família Parrella.
A l'esquerra, formant un dels angles de la plaça, s'hi adossa un cos (antiga casa Puig) avançat respecte al cos principal, també de planta baixa porxada i dos pisos. Al primer pis hi ha una balconera, amb la llinda i els brancals de pedra molt treballada, i una terrassa amb balustrada de pedra. A la dreta del cos principal, a la cantonada amb el carrer Ges d'Avall, hi ha un pòrtic aguantat per pilars de pedra i, a sobre, hi ha una terrassa de balustres. A continuació d'aquest pòrtic hi ha una sèrie de cossos adossats que segueixen el carrer i formen l'ala nord que estava destinada principalment al servei. Aquí s'obre un gran portal d'accés rodat construït amb grans carreus i amb un escut, que dona accés al pati.
A l'altra banda del pati hi ha l'altra ala del complex que és de construcció més recent a la resta i eren l'ampliació de les estances senyorials. És de planta, pis i golfes i en ella s'obren balconeres i finestres d'arc rebaixat de grans dimensions amb vitralls de colors.
Les estances senyorials tenen una acurada decoració amb paviments policromats, falsos sostres d'encanyissat amb motllures de guix, llars de foc de pedra tallada, frescos a les parets, empaperats florejats, arrimadors fets amb teles pintades, falsos guadamassils i vitralls policromats. També hi ha un oratori.
El jardí està dividit en dues parts separades per un desnivell contingut per un mur i una doble escala simètrica. En la part baixa es troba la caseta del jardiner, feta en maó a principis del segle xx, els horts, un safareig i un pou. Les espècies que es poden trobar són: castanyers, plàtans, til·lers, avets i magnòlies.

## Escuts heràldics

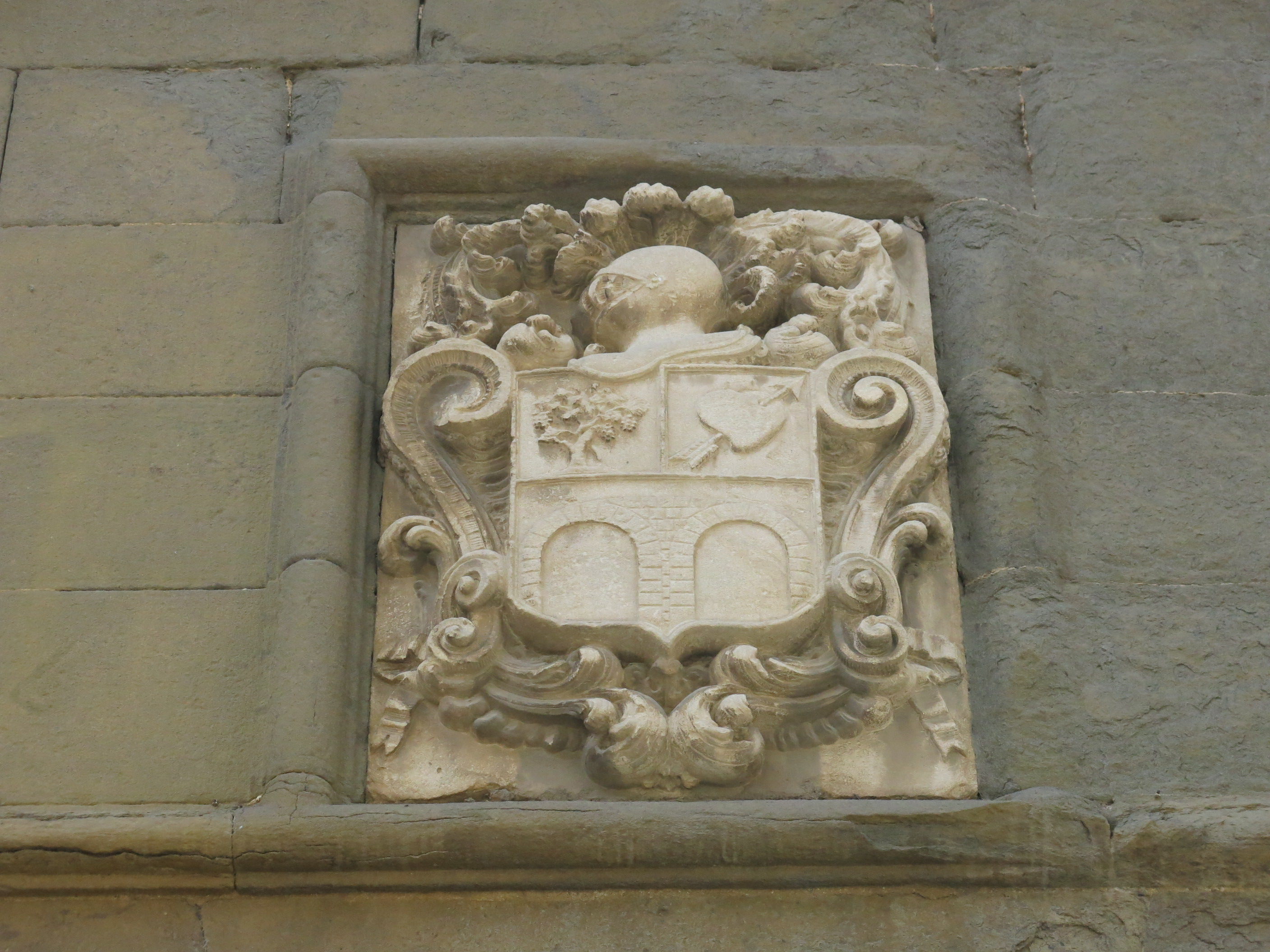
Escut dels Parrella a la façana del carrer Ges d'Avall

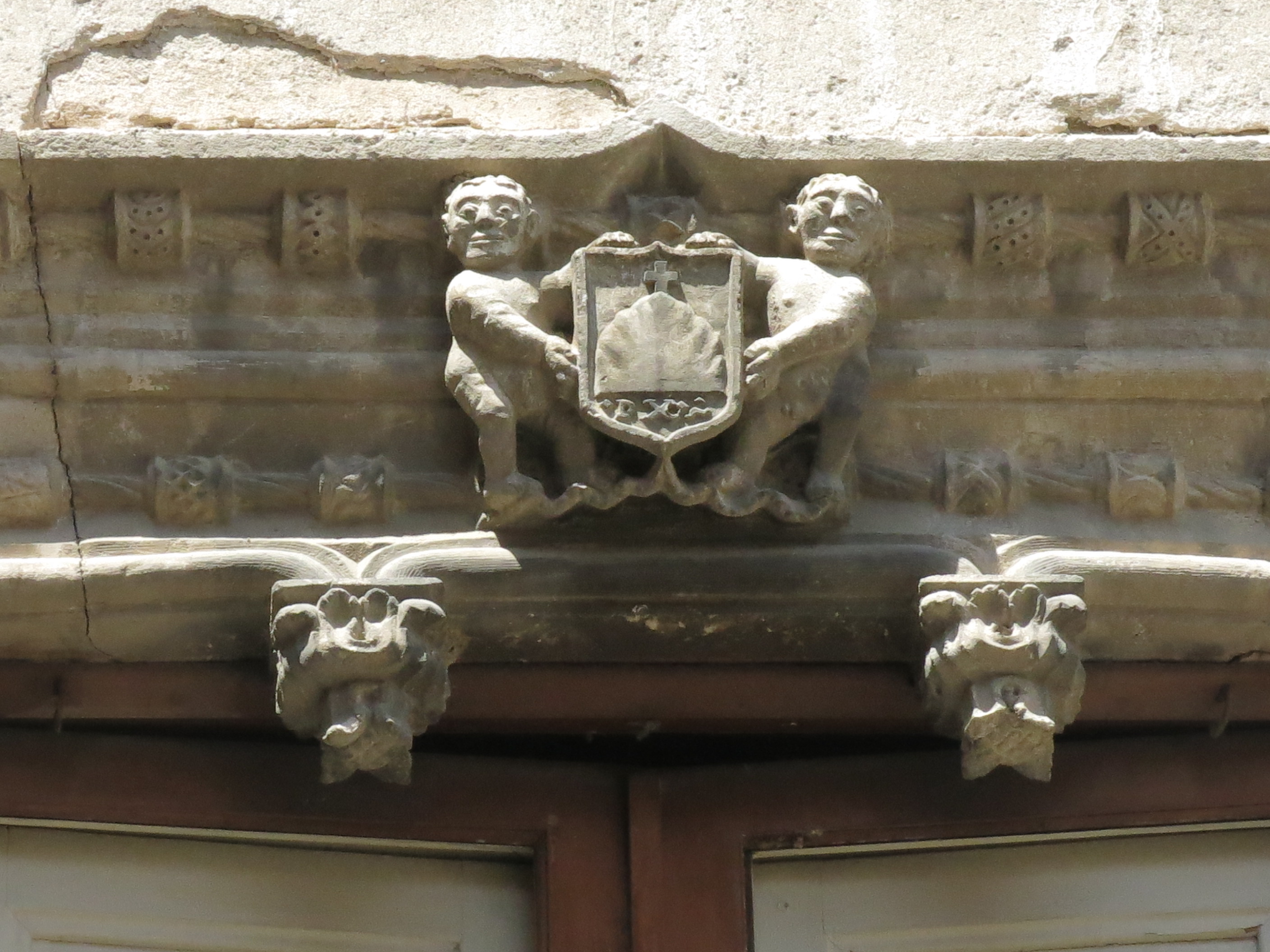
Escut dels Puig a la façana de la plaça Vella

Al portal que s'obre al carrer Ges d'Avall hi ha un gran escut de pedra picada corresponent als Parella. L'escut nobiliari, ratificat l'any 1667, té forma de cor, amb dos compartiments: el superior està subdividit entre els dos cognoms de Josep Alexandre, una parra (Parrella) i un cor travessat amb un dard (Cortada); a la part inferior hi ha el motiu de distinció, el pont de doble arcada de Sant Quirze de Besora.
A la façana de l'antiga casa Puig hi ha un finestral amb l'escut de la casa Puig. Té forma de cor sostingut per dos bastaixos i a l'interior es representa un muntijol o puig amb una creu i la llegenda inferior amb la inscripció PXX o PUC.
L'ala nord té una porta d'accés al pati on hi ha un emblema al trencaaigües. L'emblema agafa la forma d'escut i està escortat per dos lleons rampants.

## Història
Una inscripció en la llinda d'una finestra, avui desapareguda, deia "W. Parrella 1589". És l'any de construcció de la primera casa per Guillem Parrella, originari de Clarmont d'Alvèrnia. S'havia casat amb Anna Calveria i es dedicà a la parairia, ofici del sogre. Es coneixien com els velluters. L'any 1654, Josep Alexandre Parrella, comandant del sometent local, va defensar el pont de Sant Quirze de Besora davant els francesos. La família va ascendir de nivell social i es va entroncar amb conegudes famílies.
La casa Puig forma part actualment de la casa Parrella, però en principi era una casa separada de la del paraire Coromina; no se sap la data en què la família Parrella la va comprar i fusionar-la a l'altra casa. Els Parrella van comprar la casa l'any 1602 al paraire Coromina.
L'any 1777, Ramon de Parrella va encarregar la construcció de l'edifici actual a l'arquitecte Carles Morató. Al segle xix es va interrompre la successió masculina i la pubilla Lluïsa de Parrella es va casar amb Ildefons de Casanova, provinent de la família de Rafael de Casanova.
El papa Pius IX va concedir l'oratori particular a la família Parrella el 23 de setembre de 1859, cosa que implica una reforma de la primera planta. Per les llicències d'obres se sap que l'any 1888 es van modificar espais interiors i les obertures de la part del carrer Ges d'Avall; també d'aquesta època, o poc abans, són els vitralls amb escuts heràldics. L'any 1909 es va fer la claveguera de la casa.